# HD 5066
HD 5066，又名BD+37 159，SAO 54225、HR 246，是一颗恒星，视星等为6.69，位于銀經123.24，銀緯-24.32，其B1900.0坐标为赤經0h 47m 22.9s，赤緯+38° -24.32′ 20″。